# Крехка върба
Крехката върба, наричана още трошлива върба (Salix fragilis), е дървесен вид от семейство Върбови. Разпространена е в Европа и Централна и Западна Азия. Характерна е за крайречните райони на надморска височина до 1000 метра (рядко до 1700 m). На височина достига до 20 m и формира съобщества с други видове върби.